# Peter Dettweiler (Mediziner)

Peter Dettweiler um 1890

Peter Dettweiler (* 4. August 1837 in Wintersheim; † 12. Januar 1904 in Kronberg im Taunus) war ein deutscher Lungenfacharzt.

## Leben
Dettweiler begann sein Medizinstudium 1856 und studierte in Gießen, Würzburg und Berlin. In Gießen war er Mitglied des Corps Teutonia. Nachdem er 1864 als freiwilliger Arzt am Deutsch-Dänischen Krieg teilgenommen hatte, praktizierte er 1864 bis 1866 in Pfeddersheim (heute zu Worms). Auch im  Preußisch-Deutschen Krieg 1866 war er freiwilliger Arzt, später Militärarzt in Darmstadt.

## Assistenzarzt in der Heilanstalt Görbersdorf
Auf Grund eines Blutsturzes suchte Peter Dettweiler, der bereits seit seiner Studienzeit an einer Lungenerkrankung litt, 1868 die Heilanstalt in Görbersdorf/Schlesien  auf, die von dem Arzt Hermann Brehmer geleitet wurde. Nach seiner Genesung folgte Dettweiler 1869 dem Angebot Brehmers und blieb als dessen Assistenzarzt in Görbersdorf. Dort lernte der junge Arzt Brehmers bahnbrechende Maßnahmen in der Schwindsuchtbehandlung kennen. Die Anschauungen des Begründers des Lungenheilstättenwesens waren umstritten. Es kam zum Bruch zwischen Brehmer und seinem Schüler. Dettweiler verließ 1876 Görbersdorf und ihm folgte der polnische Arzt Alfred (von) Sokolowski (1849–1924) als Assistent, nach dem Görbersdorf 1947 in Sokolowsko umbenannt wurde.

## Die Heilanstalt Falkenstein

Klimatische Heilanstalt Falkenstein um 1875

Frankfurter Ärzte, die sich mit der Behandlung der damals weit verbreiteten Lungentuberkulose beschäftigten, eröffneten 1875 die Lungenheilanstalt Falkenstein im Taunus. Nachdem der leitende Arzt Dr. Dürssen 1876 selbst an Tuberkulose verstorben war, wurde die Leitung im April desselben Jahres Peter Dettweiler übertragen.
Das in 400 m Höhe am Südhang des Taunus gelegene Sanatorium bestand aus einem Hauptgebäude, zwei Seitenflügeln und zwei Nebenhäusern.
Im Erdgeschoss des Haupttraktes befanden sich prächtige Gesellschaftsräume, die Bibliothek, das Verwaltungsbüro sowie das Post- und Telegrafenamt. Auf den übrigen drei Stockwerken waren die Patientenzimmer mit insgesamt 115 Betten etabliert. Im ersten Stock waren das Arzt- und das Wartezimmer sowie die Laboratorien für mikroskopische und chemische Untersuchungen untergebracht.
Mit der Falkensteiner Heilanstalt war neben der bereits am 15. März 1875 in Görbersdorf eröffneten Lungenheilanstalt von Dr. Theodor Römpler (1845–1902) abermals Brehmers Idee der Heilstättenbehandlung gerade auch für Tuberkulosekranke aufgegriffen worden. Mit Dettweiler hatte man nicht nur einen fachkompetenten, sondern vor allem einen äußerst engagierten Arzt gewinnen können.
Unter Dettweilers Leitung erlangte die Falkensteiner Lungenheilanstalt in kürzester Zeit bedeutenden internationalen Ruhm. Ärzte aus Davos in der Schweiz, sowie aus Frankreich informierten sich in Falkenstein von der Wirksamkeit der Dettweilerschen Tuberkulose-Therapie.

## Die Tuberkulose-Therapie

Liegehalle in Falkenstein um 1886

Peter Dettweiler im Kreis der Falkensteiner Ärzteschaft um 1890

Dettweilers Tuberkulosetherapie basierte weitgehend auf den bewährten Brehmerschen hygienisch-diätischen Behandlungsprinzipien, die auf einer reichhaltigen und fettreichen Ernährung beruhte. Die Anzahl der Mahlzeiten, die Essensmenge und die Uhrzeiten waren genauestens vorgeschrieben.
Seine strenge Disziplin in der „Zuchtanstalt“ war berühmt und berüchtigt, wurde aber von den Patienten, die vornehmlich der wohlhabenden Gesellschaftsschicht angehörten, ohne Murren akzeptiert.
Zur Therapie gehörte anfangs auch der Genuss von Alkohol. Kognak, Wein und Champagner wurden den Patienten „verordnet“. Später schränkte Dettweiler diese „Behandlung mit Alkohol“ wieder ein.
Speiseplan in Falkenstein von 1903:
- 7.30 – 8.30 Uhr: Erstes Frühstück
- Kaffee, Tee, Schokolade oder Kakao, Milch, Brot, Backwerk, Butter und Honig.
- 10.00 Uhr: Zweites Frühstück
- Milch oder Kraftsuppe und Butterbrot
- 13.00 Uhr: Mittagessen
- 5 – 6 Gänge sowie anschließend Kaffee
- 16.00 Uhr: Milch
- 19.00 – 20.00 Uhr: Abendessen
- Suppe, warme und kalte Platte mit Salat und Kompott
- 21.00 Uhr: Milch

Hinzu kam eine ausgedehnte Liegekur.

## Die Luftliegekur
Die Freiluftkuren wurden bei jedem Wetter und zu jeder Jahreszeit in offenen Liegehallen durchgeführt. Dettweiler entwickelte einen besonders komfortablen Liegestuhl, um den Patienten das lange Verharren auf dem Rücken so angenehm wie möglich zu machen.
Die Patienten mussten täglich sechs bis zehn Stunden im Freien Verbringen, eingemummt in dicke Decken.
Die Luftliegekur und die Heilstättenbewegung bleiben ein erstaunliches, in ihrem Ausmaß nicht erklärbares Phänomen.
Die Liegekur ist wohl das eindrücklichste Beispiel für eine erfolgreiche psychosomatische Behandlung einer organischen Erkrankung. Bis zur Einführung wirksamer Medikamente nach dem Zweiten Weltkrieg blieb sie die wichtigste Maßnahme der Behandlung bei Tuberkulose.

## Die „Davoser Liege“

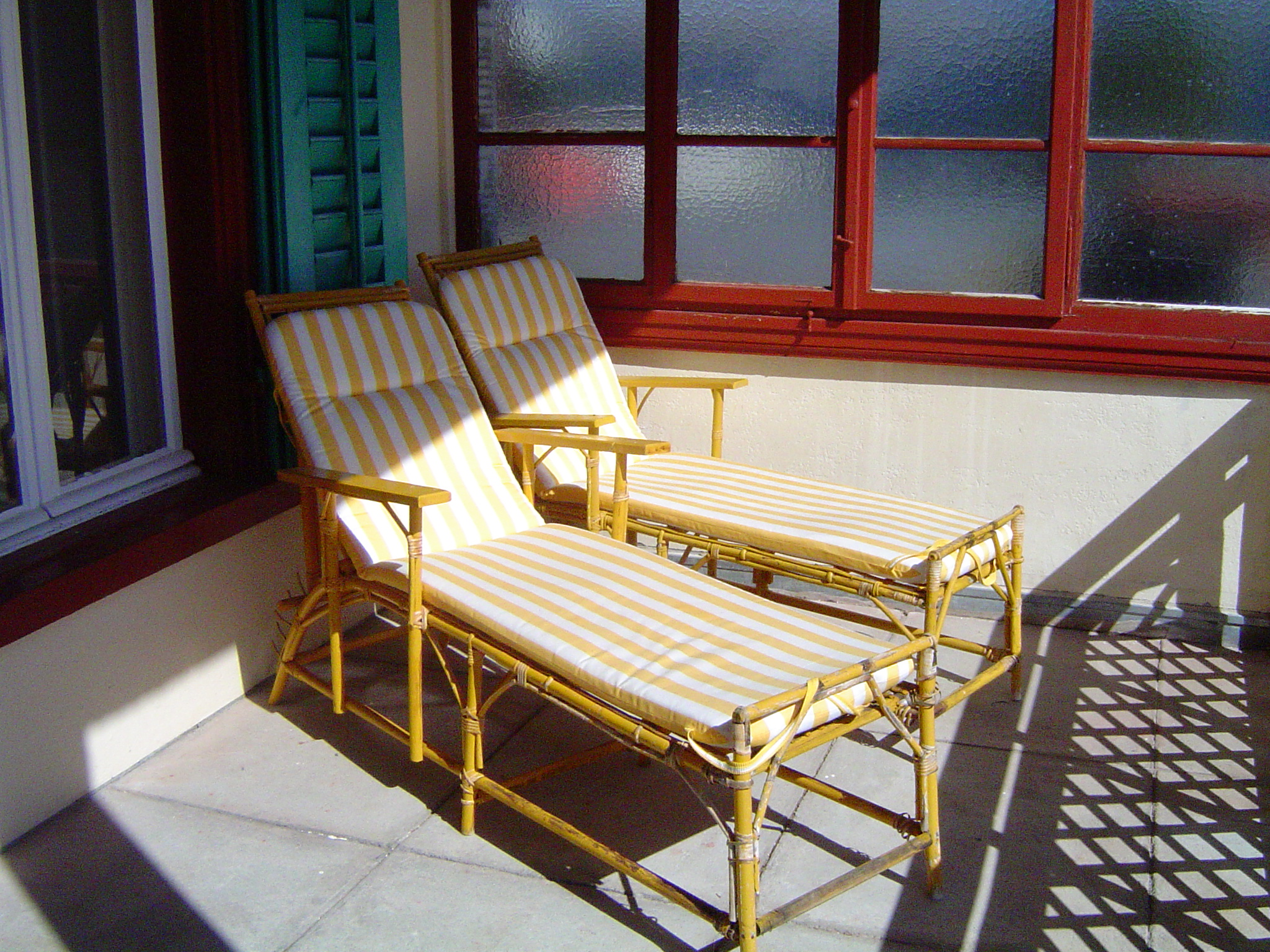
Davoser Liege, Schatzalp Davos

Kernstück der Freiluft-Liegekur war der sogenannte „Davoser Liegestuhl“, den Peter Dettweiler entworfen hatte. Bei jedem Wetter und zu allen Jahreszeiten wurden diese speziellen Liegestühle auf den offenen Balkonen und Terrassen der Sanatorien genutzt. Die Matratze, optimal dem Körper angepasst,
der Fellsack, die Wolldecke und eine warme Bettflasche ermöglichten die Liegekur auch an den kältesten Wintertagen. Karl Turban verwendete den Liegestuhl als Erster für sein Sanatorium in Davos. Bald war der Stuhl in allen Schweizer Sanatorien präsent. Daher der Name.
Thomas Mann widmet der Davoser Liege Lobeshymnen: „Es konnte für das Wohlsein ruhender Glieder überhaupt nicht humaner gesorgt sein als durch diesen vorzüglichen Liegestuhl.“
Romanauszüge aus dem Zauberberg: „… und damit ging er hinüber, wo gleichfalls ein Liegestuhl nebst Tischchen aufgeschlagen war, holte sich Ocean Steamships und sein schönes weiches, dunkelrot und grün gewürfeltes Plaid aus dem reinlich aufgeräumten Zimmer und ließ sich nieder. (…) er erinnerte sich nicht, dass ihm je ein so angenehmer Liegestuhl vorgekommen sei. Das Gestell, ein wenig altmodisch in der Form – was aber nur eine Geschmacksspielerei war, denn der Stuhl war offenbar neu – bestand aus rotbraun poliertem Holz und einer Matratze mit weichem, kattunartigem Überzug, eigentlich aus drei hohen Polstern zusammengesetzt, reichte vom Fußende bis über die Rückenlehne hinauf. Ausserdem war vermittels einer Schnur eine weder feste noch zu nachgiebige Nackenrolle mit gesticktem Leinenüberzug daran befestigt, die von besonders wohltuender Wirkung war …“
„Man lag ganz ungewöhnlich bequem, das stellte Hans Castorp sogleich mit Vergnügen fest. - Er erinnerte sich nicht, daß ihm je ein so angenehmer Liegestuhl vorgekommen sei … Er schlug die Kamelhaardecke zuerst von links der Länge nach bis unter die Achsel über sich, hierauf von unten über die Füße und dann von rechts, so daß er endlich ein vollkommen ebenmäßiges und glattes Paket bildete, aus dem nur Kopf, Schultern und Arme hervorsahen.“
Heini Dalcher, ein engagierter Architekt aus Sissach, hat die Liege in größerer Stückzahl 2011 in einer Korbflechterei in Vietnam neu auflegen lassen. Geschichtsbewusste Sanatorien in der Schweiz konnten sich mit den Repliken ausstatten.

## Der „Blaue Heinrich“ – Geheimrath Dettweiler’s Taschenflasche für Hustende

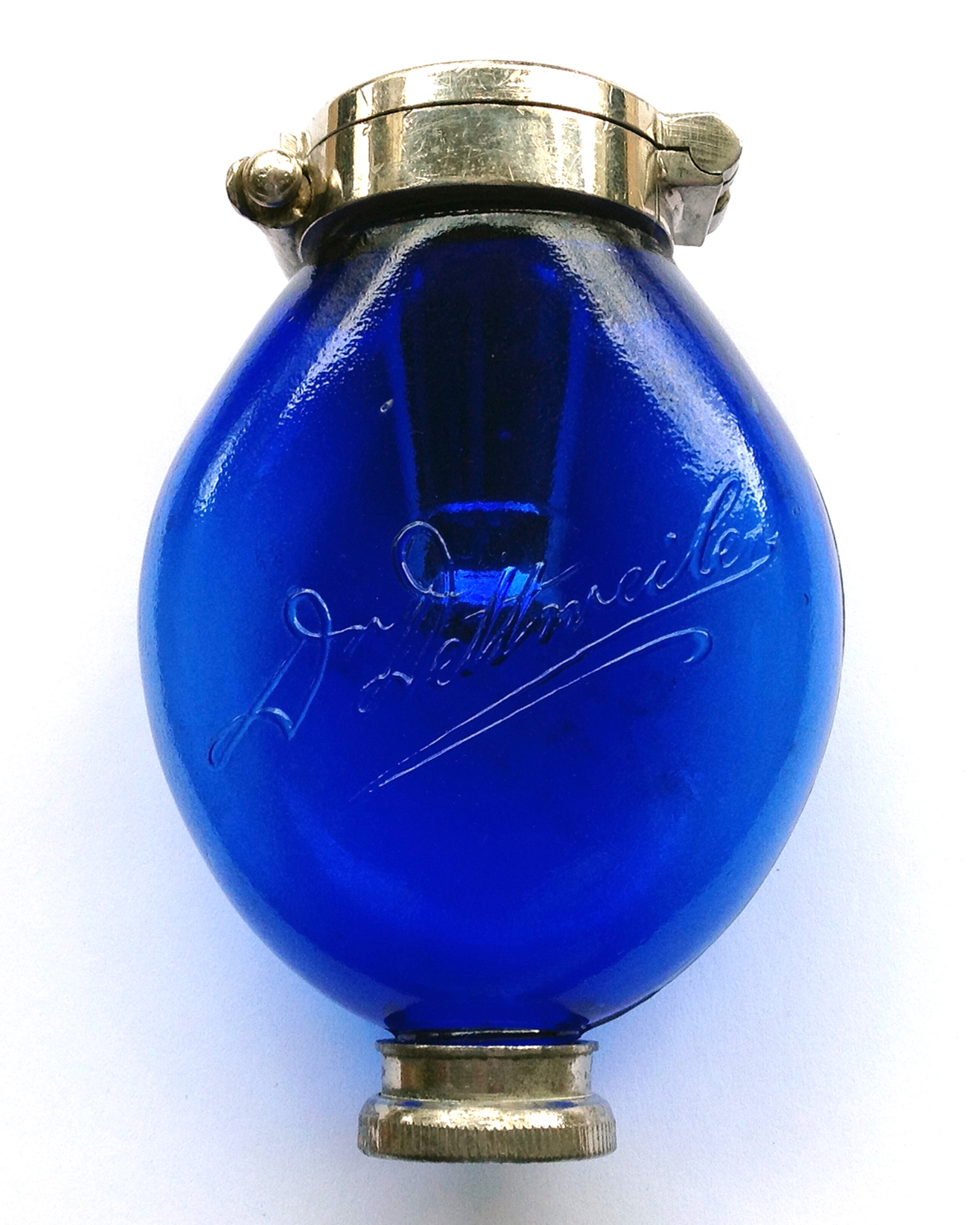
Dettweilers Nr. 1

Neue hygienische Maßstäbe setzte Dettweiler mit der Taschenspuckflasche, die als Blauer Heinrich bekannt wurde.
Wichtig war Dettweiler die Aufklärung der Patienten über die hohe Ansteckungsgefahr der Krankheit und den richtigen Umgang mit infektiösem Material. Untersuchungen hatten gezeigt, dass die Lungentuberkulose nicht nur durch die Luft, sondern auch durch kontaminierten Staub ihre ansteckende Wirkung verbreitet wurde. Damit die Kranken nicht mehr auf den Boden oder in das Taschentuch spuckten, entwickelte Peter Dettweiler seine Taschenspuckflasche „Blauer Heinrich“.
1889, nur wenige Jahre nach der Erstbeschreibung der Tuberkulosebazillen, stellte er auf dem 8. Kongress für Innere Medizin in Wiesbaden die von ihm entwickelte „Taschenflasche für Hustende“ vor.
Hergestellt wurde sie von der Firma Noelle & Co. in Lüdenscheid, die sie für 1 Mark 50 vertrieb.
Dettweiler betrachtete es als „heilige Pflicht […] jedem Hustenden […] den Gebrauch dieses einfachen, billigen Gerätes“ zur Auflage zu machen.
Unter dem Klappdeckel verbirgt sich ein silberner Trichter zur Aufnahme des Sputums. Der Fuß ist abschraubbar, so dass sich das Fläschchen leicht mit Wasser oder einer Desinfektionslösung durchspülen und reinigen ließ. Die transparente Wandung erlaubte die Blickkontrolle des Füllungsgrads, wobei der unansehnliche Inhalt gleichzeitig durch die kräftige Färbung des Kobaltglases den Blicken Dritter entzogen wurde.
Literarische Berühmtheit erlangte das Sputumfläschchen durch Thomas Manns Der Zauberberg. Schon auf der Fahrt vom Bahnhof zum Sanatorium Berghof, wo Hans Castorp seinen kranken Vetter Joachim besucht, darf er einen Blick auf die „flache, geschweifte Flasche aus blauem Glase mit einem Metallverschluß“ werfen. Joachim lässt sie jedoch gleich wieder in seine Manteltasche gleiten, mit den Worten: „Das haben die meisten von uns hier oben. […]. Es hat auch einen Namen bei uns, so einen Spitznamen, ganz fidel.“ Später erfährt Hans Castorp diesen Namen aus dem Mund der ungebildeten Frau Stöhr: „Ganz ohne Überwindung“, so Thomas Mann, „mit störrisch unwissender Miene, brachte sie die fratzenhafte Bezeichnung «Der Blaue Heinrich» über die Lippen.“

## Die erste „Volksheilstätte für unbemittelte Lungenkranke“
Der großen Zahl an Tuberkulosekranken stand eine verhältnismäßig kleine Anzahl an Heilstätten gegenüber. Und die wenigen bestehenden Sanatorien waren den gehobenen Gesellschaftsklassen vorbehalten, denn nur diese konnten sich die kostspielige, mitunter 12 Wochen dauernde Behandlung leisten.
Dettweilers großes soziales Werk ist die 1892 von ihm initiierte Gründung der ersten deutschen „Volksheilstätte für unbemittelte Lungenkranke“, die sich auf dem Weg von Falkenstein nach Königstein befand und 1895 nach Ruppertshain umzog.
Den größten Teil der Baukosten für die neue Lungenheilanstalt in Ruppertshain trug die Baronin Hannah Mathilde von Rothschild.
Um die Jahrhundertwende wurden dann zahlreiche Volksheilstätten gebaut. Zu der Zeit war In Berlin die Hälfte der Todesfälle bei Erwachsenen auf Tuberkulose zurückzuführen.
Speiseplan in Ruppertshain:

Heilanstalt für unbemittelte Lungenkranke zu Falkenstein im Taunus 1892

„In einer Volksheilstätte reicht die gute einfache Kost vollständig aus“. (Karl Hess, Dettweilers Stellvertreter)
- 7.30 Uhr: Erstes Frühstück
- Milchkaffee mit Brot, Semmel und Butter sowie ein Glas Milch
- 10.00 Uhr: Zweites Frühstück
- Glas Milch mit Butterbrot
- 13.00 Uhr: Mittagessen
- Suppe, Fleisch und Gemüse, ½ Flasche Bier oder 1 – 2 Gläser Wein
- 16.00 Uhr: Kaffee mit Butterbrot
- 19.00 Uhr: Abendessen
- kalter Aufschnitt, Salat oder Käse mit Butter, oder Ähnliches, dazu ½ Flasche Bier oder Tee.
- Patienten, die an Nachtschweiß leiden, erhalten vor dem Schlafengehen noch ein Glas Milch mit Zusatz von einigen Teelöffeln Kornbranntwein.

In Beelitz entstand ab 1902 mit 1200 Betten die größte Volksheilstätte des Deutschen Reiches. Sie wurde nach Dettweilers therapeutischen Grundsätzen geplant und betrieben.

## Die letzten Jahre
Aus gesundheitlichen Gründen zog sich Peter Dettweiler 1895 von der Klinikleitung zurück, übergab das Sanatorium Falkenstein an seinen bisherigen Stellvertreter Karl Hess und verlegte seinen Wohnsitz nach Kronberg. Mit dem Weggang des berühmten Arztes verlor die Heilanstalt Falkenstein an Geltung und musste 1907 wegen wirtschaftlicher Schwierigkeiten geschlossen werden; sie wurde schließlich aus Furcht vor Infektionen abgerissen.
1909 eröffnete Kaiser Wilhelm II. an gleicher Stelle ein Erholungsheim für Offiziere.
Heute ist es ein Hotel der Luxusklasse.
Peter Dettweiler, der Geheime Sanitätsrat und erste Ehrenbürger von Falkenstein, starb 1904 im Alter von 67 Jahren in Kronberg am Herztod. Die Richtlinien Dettweilers für die Tuberkulosetherapie hatten sich über die ganze Welt verbreitet.

## Ehrungen

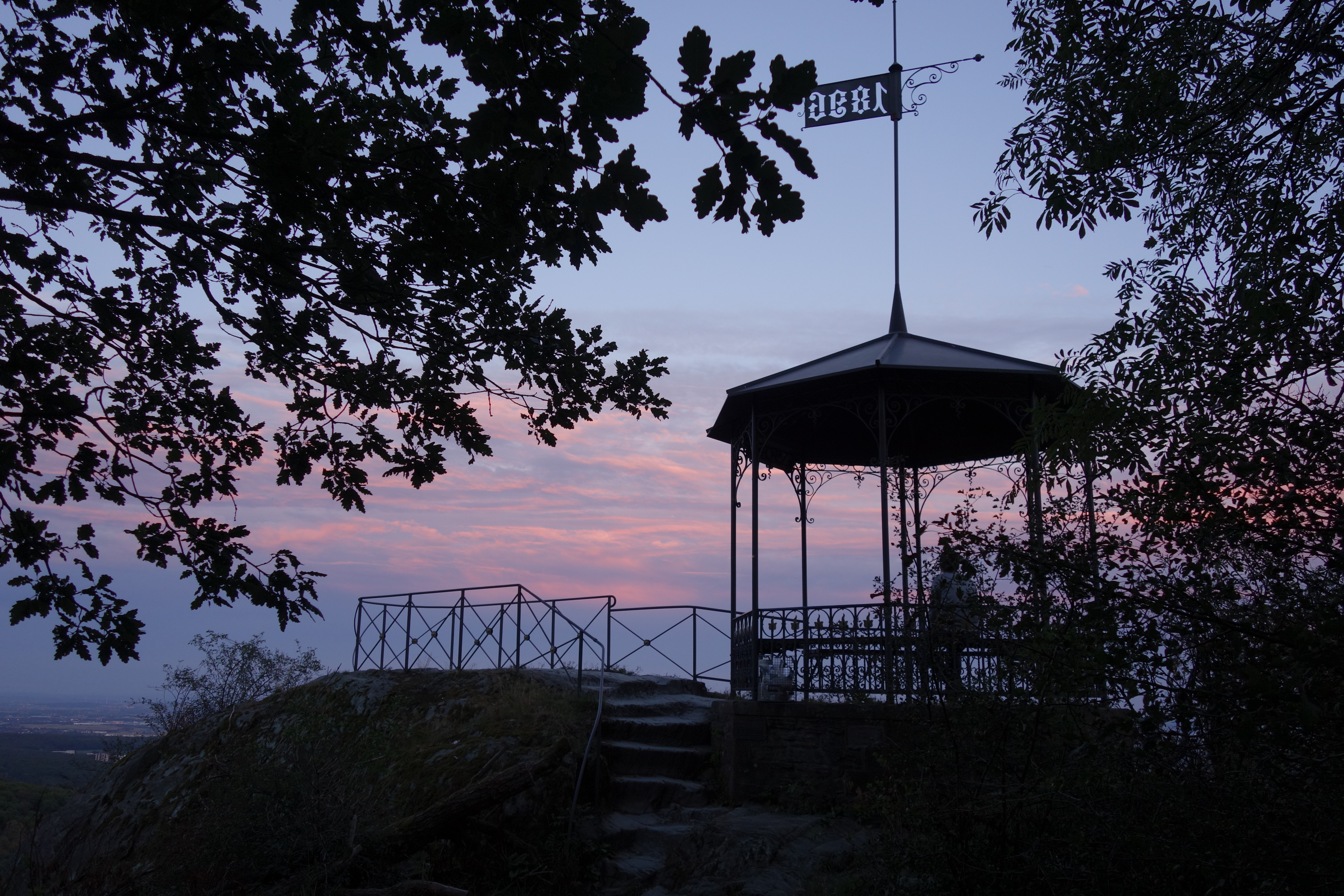
Dettweiler-Tempel bei Sonnenuntergang

1896 wurde nahe der Burgruine Falkenstein, auf der sogenannten „Teufelskanzel“ oder „Huchlay“, der unter Denkmalschutz stehende Dettweiler-Tempel erbaut durch Mittel des Frankfurter Taunusclubs und der Falkensteiner Lungenheilanstalt. Von hier reicht der Blick über Wetterau und Vogelsberg im Nordosten, Frankfurt und die umliegenden Orte, den Spessart im Osten sowie den Odenwald im Süden.

## Werke
- Ueber Schlaftrunkenheit, Traumzustand und Nachtwandel in gerichtlich-medicinischer Beziehung (Diss., Gießen 1863)
- Die rationelle Therapie der Lungenschwindsucht in Görbersdorf (1873)
- Die Behandlung der Lungenschwindsucht in geschlossenen Heilanstalten mit besonderer Beziehung auf Falkenstein i./T. (Berlin 1880, 2. Auflage 1884)
- Bericht über zweiundsiebzig seit drei bis neun Jahren völlig geheilte Fälle von Lungenschwindsucht (Frankfurt am Main 1886)
- Die hygienisch-diätetische Anstaltsbehandlung der Lungentuberkulose (Tuberkulose-Kongress, Berlin 1899)